# 韋茨卡鄉
46°21′0″N 24°47′0″E / 46.35000°N 24.78333°E
韋茨卡鄉（羅馬尼亞語：Comuna Vețca, Mureș），是羅馬尼亞的鄉份，位於該國中部，由穆列什縣負責管轄，面積37平方公里，海拔高度413米，2007年人口808，人口密度每平方公里22人。